# Distrito de Sikkim septentrional
Sikkim septentrional (en hindi: उत्तर सिक्किम जिला) es un distrito de la India en el estado de Sikkim. Código ISO: IN.SK.NS.
Comprende una superficie de 4 226 km².
El centro administrativo es la ciudad de Mangan.

## Demografía
Según censo 2011 contaba con una población total de 43 354 habitantes, de los cuales 18 841 eran mujeres y 24 513 varones.